# Tournoi de tennis de Hampton
Le tournoi de tennis de Hampton (Virginie, États-Unis), est un tournoi de tennis masculin du circuit professionnel ATP organisé de 1970 à 1977.
Avec quatre titres consécutifs, Jimmy Connors détient le record de victoires en simple.

## Palmarès messieurs

### Simple
| No | Date       | Nom et lieu du tournoi               | Catégorie | Dotation | Surface         | Vainqueur     | Finaliste      | Score                   |  |
| -- | ---------- | ------------------------------------ | --------- | -------- | --------------- | ------------- | -------------- | ----------------------- |  |
| 1  | 02-03-1970 | Coliseum Mall International, Hampton |           | NC $     | Moquette (int.) | Stan Smith    | Thomaz Koch    | 6-3, 6-2, 7-5           |  |
| 2  | 07-03-1971 | Coliseum Mall International, Hampton |           | NC $     | Moquette (int.) | Ilie Năstase  | Clark Graebner | 7-5, 6-4, 7-6           |  |
| 3  | 05-03-1972 | Coliseum Mall International, Hampton |           | NC $     | Moquette (int.) | Stan Smith    | Ilie Năstase   | 6-3, 6-2, 6-7, 6-4      |  |
| 4  | 26-02-1973 | Coliseum Mall International, Hampton |           | NC $     | Moquette (int.) | Jimmy Connors | Ilie Năstase   | 4-6, 6-3, 7-5, 6-3      |  |
| 5  | 10-03-1974 | Coliseum Mall International, Hampton |           | NC $     | Moquette (int.) | Jimmy Connors | Ilie Năstase   | 6-4, 6-4                |  |
| 6  | 11-03-1975 | Coliseum Mall International, Hampton |           | NC $     | Moquette (int.) | Jimmy Connors | Jan Kodeš      | 3-6, 6-3, 6-0           |  |
| 7  | 10-03-1976 | Coliseum Mall International, Hampton |           | NC $     | Moquette (int.) | Jimmy Connors | Ilie Năstase   | 6-2, 6-2, 6-2           |  |
| 8  | 08-03-1977 | Coliseum Mall International, Hampton |           | NC $     | Moquette (int.) | Sandy Mayer   | Stan Smith     | 4-6, 6-3, 6-2, 1-6, 6-3 |  |

### Double
| No | Date       | Nom et lieu du tournoi               | Catégorie                          | Dotation                           | Surface                            | Vainqueurs                         | Finalistes                         | Score                              |                                    |
| -- | ---------- | ------------------------------------ | ---------------------------------- | ---------------------------------- | ---------------------------------- | ---------------------------------- | ---------------------------------- | ---------------------------------- | ---------------------------------- |
| 1  | 02-03-1970 | Coliseum Mall International, Hampton |                                    | NC $                               | Moquette (int.)                    | Arthur Ashe Stan Smith             | Ilie Năstase Ion Țiriac            | 15-13, 6-3                         |                                    |
| 2  | 07-03-1971 | Coliseum Mall International, Hampton |                                    | NC $                               | Moquette (int.)                    | Ilie Năstase Ion Țiriac            | Clark Graebner Thomaz Koch         | 6-4, 4-6, 7-5                      |                                    |
| 3  | 05-03-1972 | Coliseum Mall International, Hampton |                                    | NC $                               | Moquette (int.)                    | Ilie Năstase Ion Țiriac            | Andrés Gimeno Manuel Orantes       | 7-5, 7-5                           |                                    |
| 4  | 26-02-1973 | Coliseum Mall International, Hampton |                                    | NC $                               | Moquette (int.)                    | Clark Graebner Ilie Năstase        | Jimmy Connors Ion Țiriac           | 6-2, 6-1                           |                                    |
| 5  | 10-03-1974 | Coliseum Mall International, Hampton |                                    | NC $                               | Moquette (int.)                    | Željko Franulović Nikola Pilić     | Pat Cramer Mike Estep              | 4-6, 7-5, 6-1                      |                                    |
| 6  | 11-03-1975 | Coliseum Mall International, Hampton |                                    | NC $                               | Moquette (int.)                    | Ian Crookenden Ian Fletcher        | Karl Meiler Jan Pisecky            | 6-2, 6-7, 6-4                      |                                    |
|    | 10-03-1976 | Pas de tableau de double messieurs   | Pas de tableau de double messieurs | Pas de tableau de double messieurs | Pas de tableau de double messieurs | Pas de tableau de double messieurs | Pas de tableau de double messieurs | Pas de tableau de double messieurs | Pas de tableau de double messieurs |
| 7  | 08-03-1977 | Coliseum Mall International, Hampton |                                    | NC $                               | Moquette (int.)                    | Sandy Mayer Stan Smith             | Cliff Letcher Paul Kronk           | 6-4, 6-3                           |                                    |